# Masterpiece (álbum de R.K.M. & Ken-Y)
Masterpiece: Nuestra Obra Maestra es el primer álbum de estudio del dúo puertorriqueño R.K.M. & Ken-Y. Fue publicado el 14 de febrero de 2006 a través de Pina Records, siendo distribuido por Universal Music Latin Entertainment. Originalmente eran acreditados como Rakim & Ken-Y, pero debido a que compartía el mismo seudónimo con el rapero estadounidense Rakim, fue renombrado como R.K.M. a partir de enero de 2007.
Contiene sencillos como «Me Matas», «Igual que ayer» y el hit que los lanzó a la fama, «Down», además de colaboraciones de Nicky Jam, Polaco, La India, Cruzito y Carlitos Way. El éxito comercial del álbum les permitió recibir nominaciones a los Premios Billboard de la música latina de 2007, y en los Premios Lo Nuestro como «álbum urbano del año». Según registros de Nielsen SoundScan en 2011, el álbum ha vendido 314 000 unidades en Estados Unidos.

## Lista de canciones
| N.º   | Título                                                        | Productor(es)                | Duración |  |
| 1.    | «Dame lo que quiero»                                          | Los Magníficos               | 3:34     |  |
| 2.    | «Cruz y Maldición»                                            | Los Magníficos               | 4:05     |  |
| 3.    | «Down»                                                        | Mambo Kingz                  | 3:45     |  |
| 4.    | «Igual que ayer»                                              | Los Magníficos               | 3:52     |  |
| 5.    | «Suéltate» (con Cruzito)                                      | Myztiko                      | 3:47     |  |
| 6.    | «Dime» (Interpretado solo por Ken-Y)                          | Mambo Kingz                  | 4:23     |  |
| 7.    | «Me matas»                                                    | Los Magníficos · Myztiko     | 3:16     |  |
| 8.    | «Adiós»                                                       | Los Magníficos               | 3:08     |  |
| 9.    | «Nos fuimos» (Interpretado solo por R.K.M.)                   | Los Magníficos · Mambo Kingz | 2:54     |  |
| 10.   | «Tocarte toa» (con Polaco, Nicky Jam, La India, Carlitos Way) | Los Magníficos               | 4:45     |  |
| 11.   | «Si la ves» (Ken-Y con Cruzito)                               | Mambo Kingz                  | 3:45     |  |
| 12.   | «Sacarte de mi mente» (con Nicky Jam)                         | Los Magníficos · Mambo Kingz | 3:42     |  |
| 13.   | «De la calle soy» (con Carlitos Way)                          | Los Magníficos               | 3:19     |  |
| 14.   | «Amigo»                                                       | Los Magníficos               | 3:03     |  |
| 15.   | «Dime que será» (Interpretado solo por Cruzito)               | Los Magníficos               | 3:21     |  |
| 54:39 |                                                               |                              |          |  |

| Bonus tracks CD |                                                 |                |          |  |
| N.º             | Título                                          | Productor(es)  | Duración |  |
| 16.             | «Way, Way» (Interpretado solo por Carlitos Way) | Los Magníficos | 4:11     |  |
| 17.             | «Noche triste» (Ken-Y con Lito MC Cassidy)      | Los Magníficos | 3:38     |  |
| 01:02:28        |                                                 |                |          |  |

## Posicionamiento en listas
| Listas (2006)                        | Mejor posición |
| ------------------------------------ | -------------- |
| Estados Unidos (Billboard 200)       | 101            |
| Estados Unidos (Heatseekers Albums)  | 1              |
| Estados Unidos (Latin Rhythm Albums) | 2              |
| Estados Unidos (Top Latin Albums)    | 2              |

| Listas (2006)                     | Posición |
| --------------------------------- | -------- |
| Estados Unidos (Top Latin Albums) | 11       |

| Listas (2007)                     | Posición |
| --------------------------------- | -------- |
| Estados Unidos (Top Latin Albums) | 30       |

## Certificaciones
| País (Certificador) | Certificación      | Ventas certificadas |
| --- | ------------------ | ------------------- |
| Estados Unidos (RIAA) | 2× Platino (Latin) | 200 000^            |
| ^cifras de envíos basadas únicamente en la certificación xcifras no especificadas basadas únicamente en la certificación |                    |                     |

## Premios y nominaciones
| Año  | Premios                               | Categoría                  | Resultado |
| ---- | ------------------------------------- | -------------------------- | --------- |
| 2007 | Premios Lo Nuestro                    | Mejor álbum urbano del año | Nominado  |
| 2007 | Premios Billboard de la música latina | Álbum de reguetón del año  | Nominado  |